# 訃報 1983年12月
訃報 1983年12月（ふほう 1983ねん12がつ）では、1983年（昭和58年）12月中に物故した、又は物故が報じられた人物についてまとめる。

## （1日 - 15日）

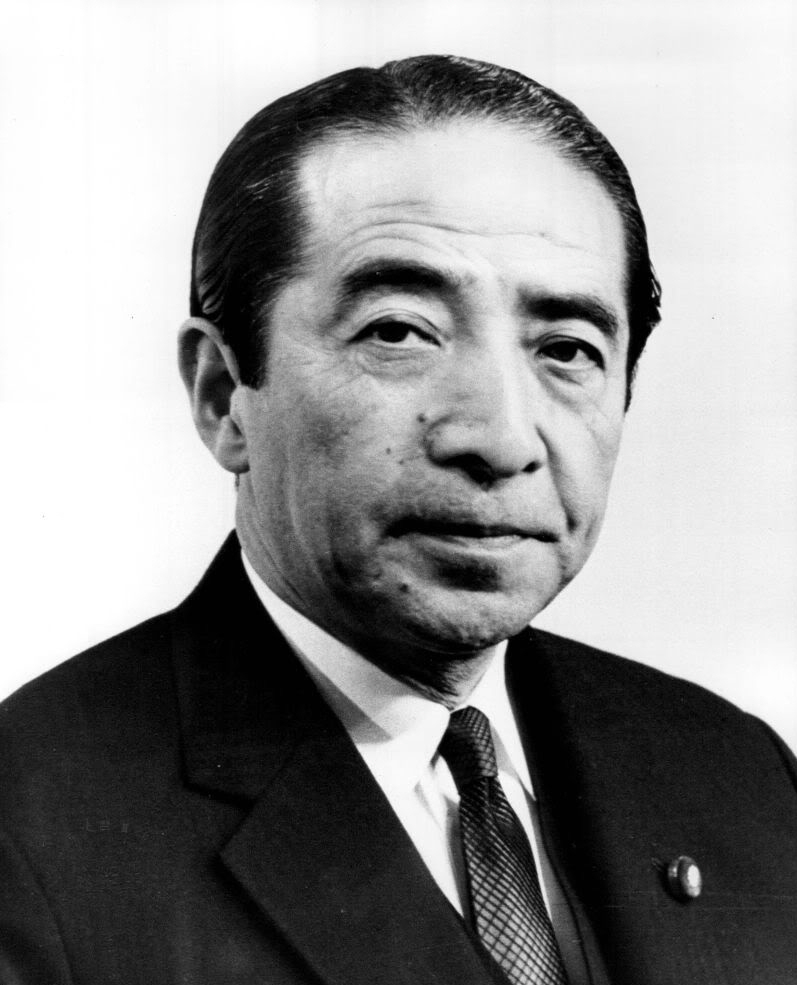
木村俊夫／12月1日没

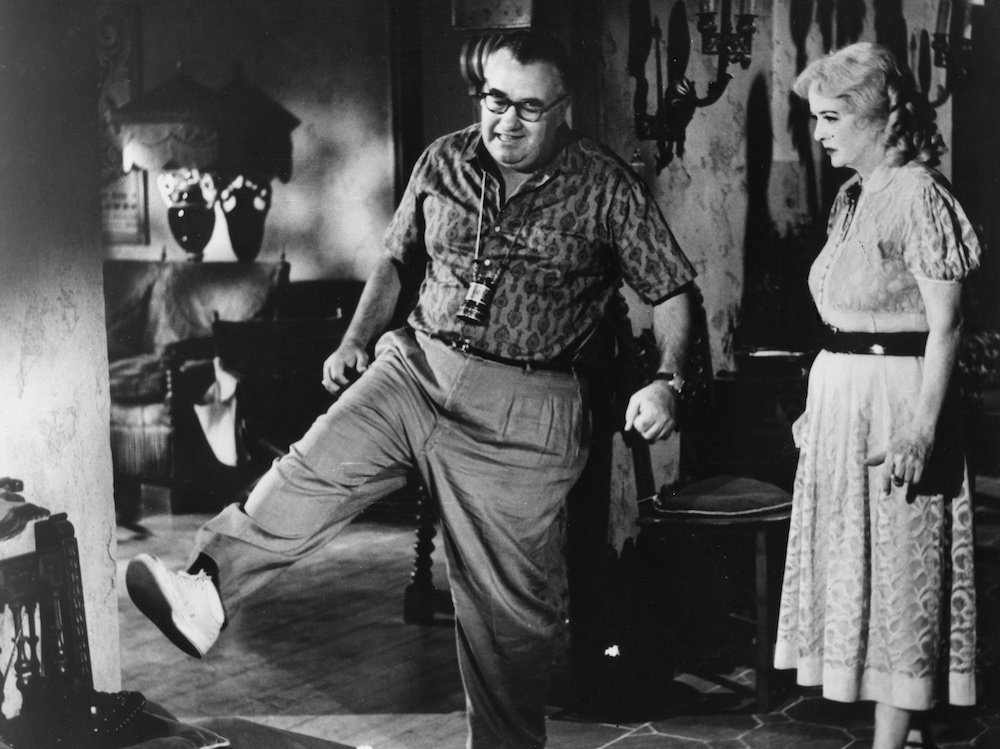
ロバート・アルドリッチ（左）／12月5日没

- 12月1日 - 木村俊夫、元外務大臣(* 1909年)
- 12月5日 - ロバート・アルドリッチ[1]、映画監督(* 1918年)
- 12月11日 - 斎藤佐次郎、児童雑誌出版者・金の星社創業者(* 1893年)
- 12月13日 - 安岡正篤、陽明学者(* 1898年)
- 12月15日 - 沖識名、プロレスラー・レフェリー（* 1904年）

## （16日 - 31日）

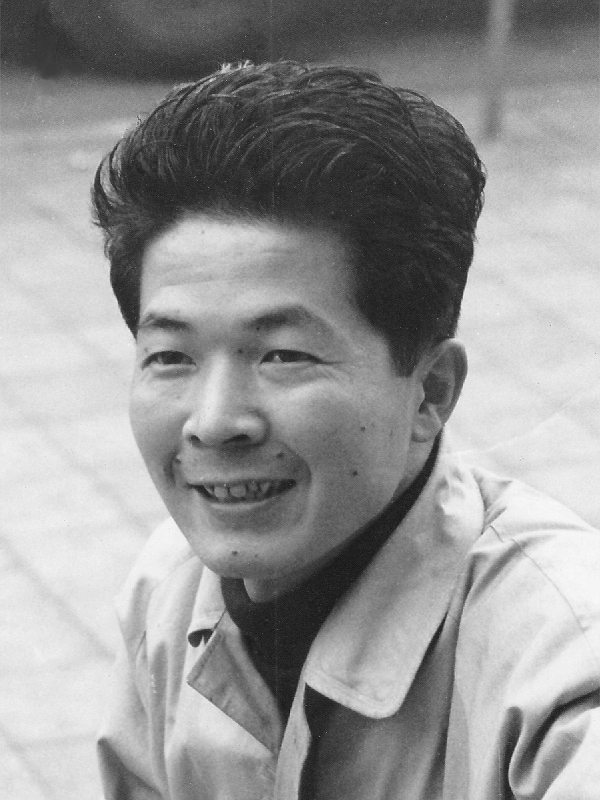
橋川文三／12月17日没

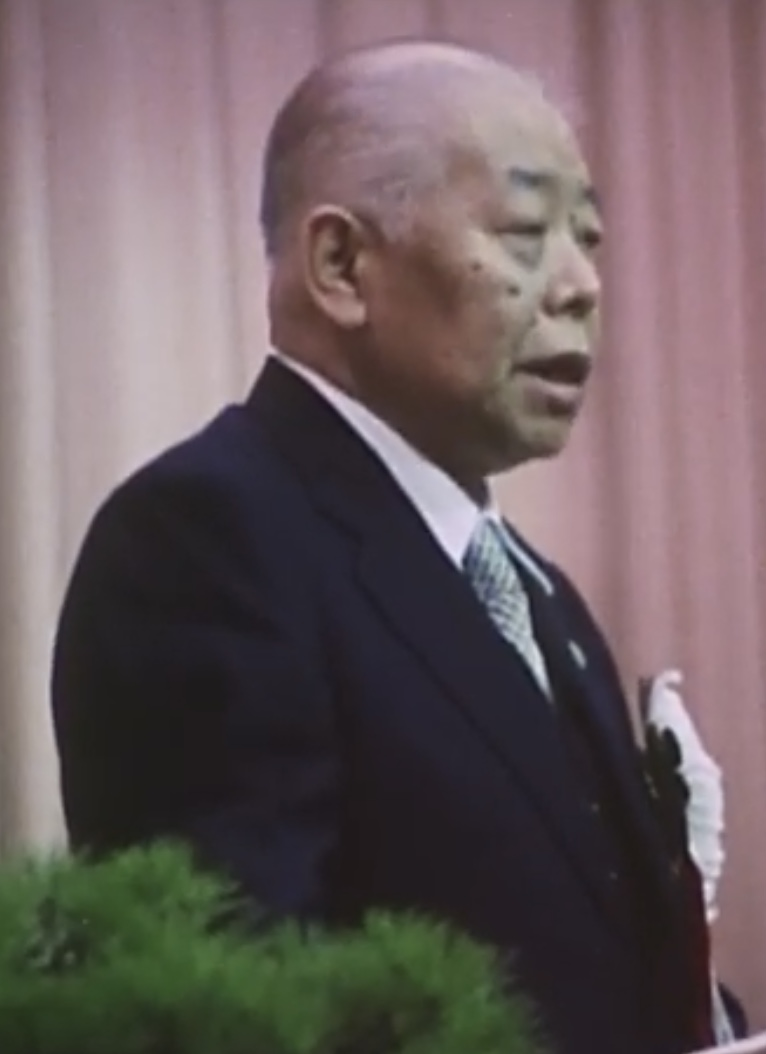
武見太郎／12月20日没

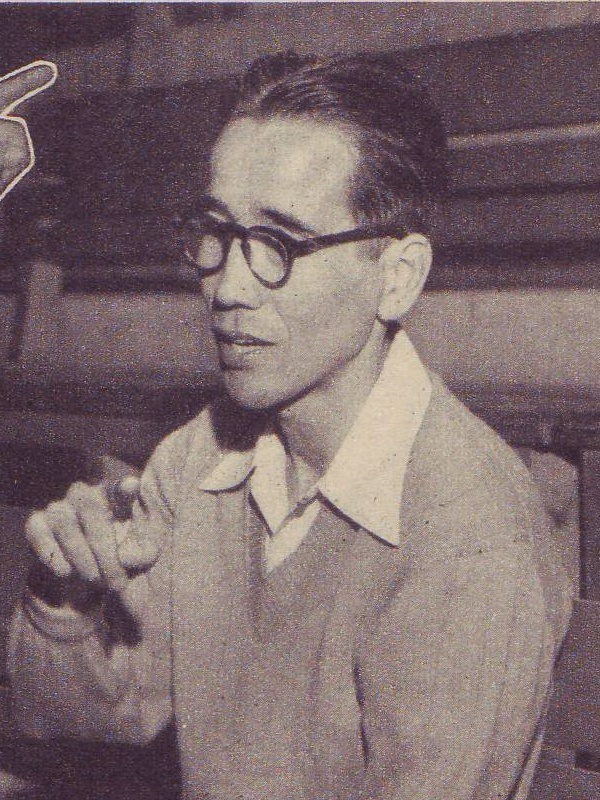
白井鐵造／12月22日没

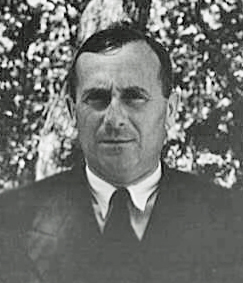
ジョアン・ミロ／12月25日没

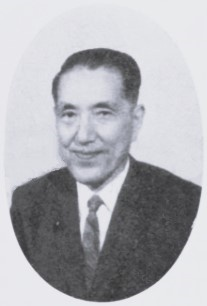
郡祐一／12月28日没

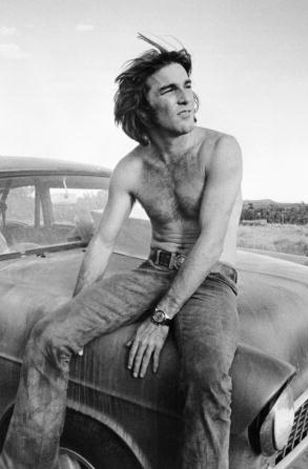
デニス・ウィルソン／12月28日没

- 12月17日 - 橋川文三、政治学研究者、評論家(* 1922年)
- 12月20日 - 武見太郎、元日本医師会会長(* 1904年)
- 12月21日 - ポール・ド・マン、文学理論家（* 1919年）
- 12月22日 - 白井鐵造、宝塚歌劇団の演出家(* 1900年)
- 12月25日 - ジョアン・ミロ、画家(* 1893年)
- 12月28日 - 郡祐一、元郵政大臣・法務大臣(* 1902年)
- 12月28日 - デニス・ウィルソン、ザ・ビーチ・ボーイズメンバー(* 1944年)